# NGC 3526
NGC 3526 في الفهرس العام الجديد، هي مجرة، تقع في كوكبة الأسد. اكتشفت في 25 مارس 1865 بواسطة ألبرت مارث.

## روابط خارجية
- NGC 3526 على موقع ويكي سكاي: DSS2, SDSS, GALEX, IRAS, Hydrogen α, X-Ray, Astrophoto, Sky Map, Articles and images